# Ilja Soergoetsjev

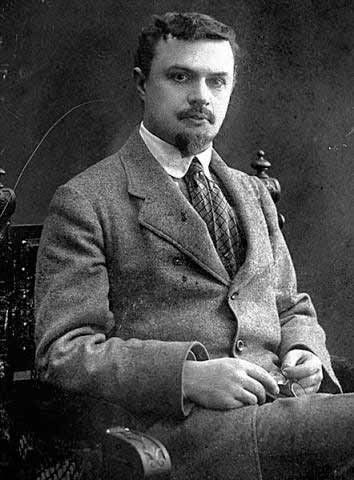
Ilja Soergoetsjev

Ilja Dmitrivitsj Soergoetsjev (Stavropol 1881 – Parijs 1956) was een Russisch schrijver. Hij bracht zijn jeugd door in Rusland, maar vertrok in 1921 naar Praag. Van daaruit reisde hij verder naar Parijs, alwaar hij overleed.
Zijn naam wordt alleen nog genoemd in samenhang met het toneelstuk Osennie skripki. De titel van dat toneelstuk is ontleend aan het gedicht Chanson d'automne van Paul Verlaine (2e regel). Het toneelstuk is in 1959 verfilmd onder de titel The dangerous age.  
Andere werken:
- 1912: De goeverneur (Gubarnator)
- 1915: Violen van de herfst (Osennie Skripki)
- 1922: De rivieren van Babylon (Reki Vavilonski)
- ????: Brieven met buitenlandse postzegels
- 1927: Verhalen van emigratie (Emigrantskie rasskazy)
- 1928: Rotonda

- Bibsys: 90068603
- Bibliothèque nationale de France: cb12557404h (data)
- Gemeinsame Normdatei: 126994412
- International Standard Name Identifier: 0000 0001 1748 2016
- Library of Congress Control Number: n86120872
- Nationale Bibliotheek van Letland: 000229492
- Nationale Bibliotheek van Tsjechië: jo20000082195
- Nationale Bibliotheek van Israël: 987007301012405171
- Nederlandse Thesaurus van Auteursnamen: 079550940
- Système universitaire de documentation: 171531728
- Virtual International Authority File: 18708123
- WorldCat: E39PBJwX6xbx4XcRqdJccKR9Xd